# Stenarctia abdominalis
Stenarctia abdominalis là một loài bướm đêm thuộc phân họ Arctiinae, họ Erebidae.